# Помільяно-д'Арко
Помільяно-д'Арко (італ. Pomigliano d'Arco, сиц. Pumigghianu d'Arcu) — муніципалітет в Італії, у регіоні Кампанія,  метрополійне місто Неаполь.
Помільяно-д'Арко розташоване на відстані близько 195 км на південний схід від Рима, 16 км на північний схід від Неаполя.
Населення — 39 977 осіб (2014).
Щорічний фестиваль відбувається 14 січня. Покровитель — San Felice.

## Демографія
Населення за роками:

Станом на 1 січня 2023 року в муніципалітеті офіційно проживало 967 іноземців з 64 країн, серед них 215 громадян країн Євросоюзу та 227 громадян України.

## Сусідні муніципалітети
- Ачерра
- Казальнуово-ді-Наполі
- Кастелло-ді-Чистерна
- Сант'Анастазія
- Сомма-Везув'яна